# 松波兼興
松波 兼興（まつなみ かねおき、不明 - 長享元年（1487年）12月20日）は、室町時代後期の武士。

## 概要
文明元年（1465年）12月5日には従五位下に叙され、時期は不明だが後に従五位上に、同6年（1470年）8月9日には正五位下に叙されている。翌年には三河守に任じられ、さらにその翌年には従四位下に叙されている。
室町幕府の奉行人連署奉書にも名前が見え、『兼顕卿記』には日野家の家僕と記されている。